# Béla Révész (Schriftsteller)

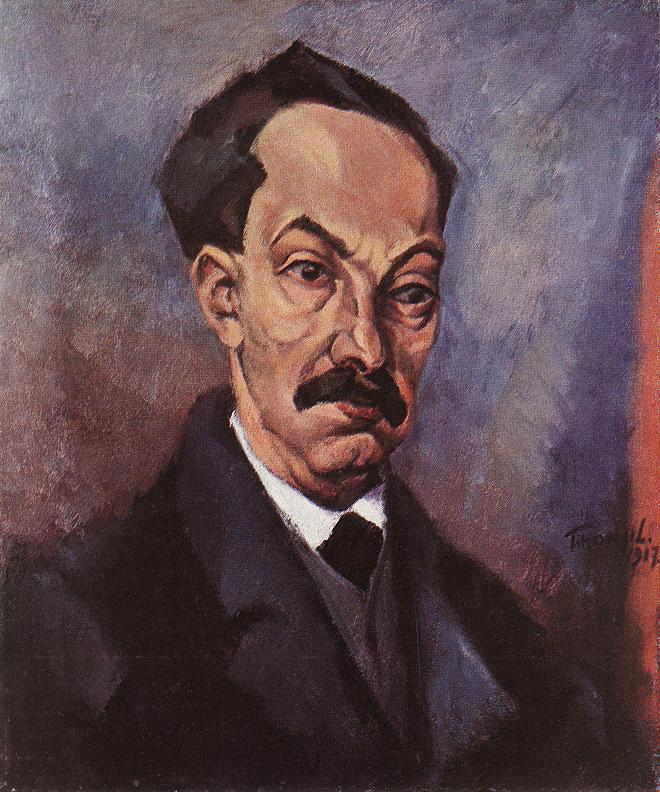
Lajos Tihanyi: Béla Révész (1917)

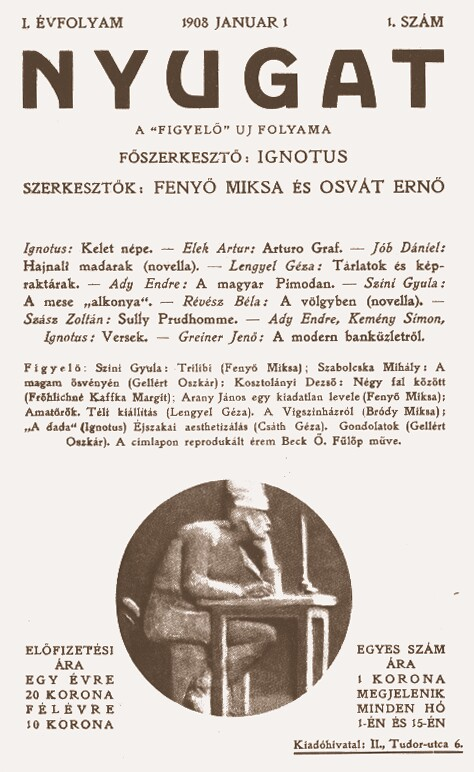
Révész Béla war schon in der ersten Ausgabe (1908) des Nyugat mit einer Novelle vertreten

Béla Révész (* 17. Februar 1876 in Esztergom, Königreich Ungarn; † 1944 im KZ Auschwitz) war ein ungarischer Schriftsteller.

## Leben
Révész besuchte das Gymnasium in Esztergom und Budapest. Im Jahr 1905 traf er auf Endre Ady, mit dem er sich anfreundete und in dessen Andenken er nach seinem frühen Tod mehrere Monografien schrieb. Révész wandte sich der ungarischen Arbeiterbewegung zu und schrieb für die sozialdemokratische Zeitung Népszava. Er beteiligte sich 1908 auch an der Gründung der Kulturzeitschrift Nyugat. 1919 engagierte er sich als Abteilungsleiter für Musik und Theater im Kommissariat für das Bildungswesen Ungarischen Räterepublik und musste nach ihrer Niederschlagung nach Wien fliehen. Anfang der 1920er Jahre erschienen einige Werke in deutscher Übersetzung. 1922 konnte er nach Ungarn zurückkehren und dort auch wieder journalistisch arbeiten. 1931 erhielt Révész den Baumgarten-Preis. Nachdem ihm aus antisemitischen Gründen Publikationsbeschränkungen auferlegt wurden, befasste er sich mit der Biografie Max Nordaus.
Als 1944 das Eichmann-Kommando und seine ungarischen Helfer die Juden aus Ungarn in die Konzentrationslager deportierten, wurde auch Révész in das Konzentrationslager Auschwitz verbracht und dort vergast.

## Schriften (Auswahl)
- A nagy börtön, 1907
- Találkozás Hamupipökével, Erzählungen, Budapest 1909, mit 31 Illustrationen von Lajos Kozma
- A lárva mögött, Roman, 1911
- Vonagló falvak, Roman, 1914
- Ringende Dörfer : Ein ungar. Roman, Deutsch von Stefan J. Klein,  Berlin : Rowohlt, 1920
- Beethoven. Eine Phantasie, Übertr. aus d. Ungar. v. Stefan J. Klein, Karl Wolff, München 1919 (ungarisch 1917)
- Miniatűrök, 1919
- Der grosse Kerker. Erzählungen, Übertr. aus d. Ungar. von Stefan J. Klein, München : Wolff, 1920
- Ady Endre : életéröl, verseiröl, jelleméröl, 1922
- Ady Endre tragédiája; a háború, a házasság, a forradalom évei, 1924
- Ady és Léda. Ady Endre több, mint száz ismeretlen levelével, verskézirataival, 21 fényképpel és egyéb mellékletekkel, 1934
- Max Nordau élete, Kispest, Az író kiadása, 1940